# 721
Năm 721 trong lịch Julius.